# Saldura
Il rio Saldura (Saldurbach o Matschtalbach in tedesco) è un fiume dell'Alto Adige. Nasce dal monte Palla Bianca, nelle Alpi Venoste, forma la Val di Mazia bagnando Tanai e Mazia e confluisce da sinistra nel rio Puni, affluente dell'Adige, presso Sluderno.